# Tivadar Uray
Dans le nom hongrois Uray Tivadar, le nom de famille précède le prénom, mais cet article utilise l’ordre habituel en français Tivadar Uray, où le prénom précède le nom.
Tivadar Uray (né le 9 novembre 1895 à Munkács, aujourd'hui Moukatchevo, Ukraine et mort le 22 juin 1962  à Budapest) est un acteur hongrois.

## Filmographie

### Cinéma
- 1917 : A kuruzsló : Horváth János medikus
- 1917 : A vörös Sámson : Mihály, Woronzow másik fia
- 1918 : A Szeretö : Az ifjú herceg
- 1919 : Mary Ann : Lancelot
- 1919 : Se ki, se be
- 1919 : Sundal
- 1919 : Vorrei morir : Carlo, zenész, Maja férje
- 1919 : Átok vára
- 1921 : Tavaszi szerelem : Henry Wald, költõ
- 1922 : Petöfi : Petõfi Sándor
- 1923 : Une dette sacrée
- 1935 : The New Landlord : Straff Péter
- 1936 : Az aranyember : Krisztyán Tódor
- 1936 : Havi 200 fix : Demeter Kálmán, bankigazgató
- 1936 : Én voltam : Bornemann mérnök
- 1937 : 300.000 pengö az utcán : Baráth György
- 1937 : A titokzatos idegen : Dr. Tokaden Kornél
- 1937 : Hotel Kikelet : Báró Torda
- 1937 : Pogányok : Diterik lovag
- 1937 : Segítség, örököltem! : István, báró
- 1937 : The Superior Mother : Ákos Endre, festõmûvész
- 1938 : Cifra nyomoruság (Uri világ) : Gróf Déry Gábor
- 1938 : Sutyi, a szerencsegyerek : Barath, Gyorgy
- 1938 : Szegény gazdagok : Hátszeghy báró
- 1939 : Cinq Heures quarante (Öt óra 40) d'André de Toth : Robert Petrovich
- 1939 : La Vie du docteur Semmelweis (Semmelweis) d'André de Toth : Ignace Philippe Semmelweis
- 1940 : Mindenki mást szeret : Horváth Gábor orvos
- 1940 : Mária két éjszakája : Forgách Péter
- 1941 : Elkésett levél : Tibold Endre / Tatár András
- 1942 : Egy szív megáll : Futó Sándor,Anna férje
- 1942 : Haláltánc : Zentay Zoltán, Színész
- 1942 : Tavaszi szonáta : Gregory Iván hegedûmûvész
- 1943 : A '28-as' : Alfonz, a 28-as rab
- 1945 : Vihar után : Tamás Péter karmester
- 1949 : Egy asszony elindul
- 1951 : Déryné : Térey, udvari tanácsos
- 1951 : Un drôle de mariage de Márton Keleti : Fáy István fõispán
- 1952 : Erkel : Albrecht fõherceg
- 1952 : Nyugati övezet : McLane
- 1952 : Semmelweis de Frigyes Bán : Klein prof.
- 1953 : Föltámadott a tenger : Puchner, osztrák tábornok
- 1954 : Rokonok : Miniszter
- 1955 : Dandin György, avagy a megcsúfolt férj : Lükeházy
- 1956 : Az élet hídja : Pongay professzor
- 1956 : Dollárpapa : Fõispán
- 1956 : Tanár úr, kérem... : Miniszterelnök
- 1957 : Deux Vœux (Két vallomás) de Márton Keleti : Sándor apja
- 1957 : Láz : Ezredes
- 1958 : Razzia : Pataki
- 1960 : A Noszty fiú esete Tóth Marival : Noszty Pál
- 1960 : Alázatosan jelentem : Krucsay vezérezredes
- 1961 : Puskák és galambok

### Télévision

#### Téléfilms
- 1961 : Gertrud a nevelönö, avagy a boldogság jutalma : Az earl
- 1961 : Nö a barakkban : Táborparancsnok